# Colatitude
La colatitude est, en coordonnées sphériques, l'angle complémentaire de la latitude,.

## En astronomie
La colatitude est utilisée en astronomie car elle fait référence à la distance zénithale des pôles célestes. Par exemple, à la latitude 42°N, l'étoile Polaire (approximativement placée sur le pôle Nord céleste) a une latitude de 42°, ainsi la distance du zénith (point imaginaire surplombant la tête de l'observateur) à l'étoile Polaire est de 90° – 42° = 48°.
En ajoutant la déclinaison d'une étoile à la colatitude de l'observateur, on obtient l'altitude maximale de cette étoile (son angle de l'horizon à sa culmination ou point de hauteur maximale). Par exemple, si Alpha du Centaure est vue avec une altitude de 72° nord (108° sud) et que sa déclinaison est de (60°S), alors on peut déterminer que la colatitude de l'observateur est 108 – 60 = 48 (c'est-à-dire que sa latitude est 90 – 48 = 42°S).
Les étoiles dont la déclinaison excède la colatitude de l'observateur sont dites circumpolaires car, en ce lieu, elles sont toujours au-dessus de l'horizon. Si la déclinaison d'un objet est plus au sud sur la sphère céleste que la valeur de la colatitude, alors il ne pourra jamais être observé depuis ce lieu. Par exemple, Alpha du  Centaure sera toujours visible de nuit depuis Perth en Australie parce que la  colatitude est 90 – 32 = 58, et que 60 est plus grand que 58 ; par contre, l'étoile ne s'élèvera jamais au-dessus de Juneau en Alaska parce que sa déclinaison de – 60° est inférieure à 32°.